# Summertime (álbum de MFSB)
Summertime é um álbum do grupo musical MFSB lançado em 1976 pela Philadelphia International Records.

## Faixas
1. Picnic In The Park - 4:10
2. Summertime - 4:53
3. Plenty Good Lovin' - 4:33
4. Sunnin' And Funnin' - 4:14
5. Summertime And I'm Feelin' Mellow - 4:00
6. I'm On Your Side - 3:30
7. Hot Summer Nights - 4:25
8. We Got The Time - 4:41

## Desempenho
| Tabelas musicais (1976)                 | Melhor posição |
| --------------------------------------- | -------------- |
| Estados Unidos - Billboard 200          | 106            |
| Estados Unidos - Top R&B/Hip-Hop Albums | 18             |
| Estados Unidos - Jazz Albums            | 21             |